# Karin Kaschuba
Karin Kaschuba (* 17. September 1948 in Hakenstedt) ist eine deutsche Politikerin (Die Linke; ehemals SED/PDS) und war von 1999 bis 2014 Mitglied des Thüringer Landtags.

## Werdegang
Nach dem Abitur mit Berufsausbildung als Keramikmalerin studierte sie ab 1968 Geschichte und Germanistik sowie ab 1970 Philosophie an der Friedrich-Schiller-Universität Jena. Nach dem 1972 erfolgten Abschluss ihres Studiums war sie bis 1991 als wissenschaftliche Assistentin an der Universität Jena tätig und promovierte 1980 mit einer Arbeit zu Goethes Gesellschaftsauffassung in „Wilhelm Meisters Wanderjahre oder Die Entsagenden“. Von 1974 bis 1976 fungierte sie als FDJ-Sekretärin für Kultur an der Universität. Seit 1971 ist sie ununterbrochen Mitglied der SED (bzw. SED-PDS, PDS und Die Linke).
Von 1991 bis 1992 und von 1993 bis 1999 war sie Mitarbeiterin der PDS und deren Kreisvorsitzende in Jena. Seit der Landtagswahl 1999 gehörte sie dem Thüringer Landtag an und war dort stellvertretende Fraktionsvorsitzende ihrer Partei und Fraktionssprecherin für Wissenschafts- und Technologiepolitik. Zur Landtagswahl 2014 trat sie nicht mehr an. 
Kaschuba ist Mitglied des Jenaer Stadtrates sowie des Ortsteilrates Jena-West.